# Ry Kommune
| Strukturdaten       | Strukturdaten       |
| ------------------- | ------------------- |
| Sitz der Verwaltung | Ry                  |
| Fläche              | 152,44 km²          |
| Einwohner           | 11.244 (2005)       |
| Kommune seit 2007   | Skanderborg Kommune |

Ry Kommune war bis Dezember 2006 eine dänische Kommune im damaligen Århus Amt im Osten Jütlands.
Seit Januar 2007 ist sie zusammen mit der “alten” Skanderborg Kommune, der Galten Kommune, der Hørning Kommune und dem östlichen Teil des Kirchspiels Voerladegård der ehemaligen Brædstrup Kommune Teil der neuen Skanderborg Kommune.
Die Ry Kommune entstand im Jahre 1966 durch Zusammenschluss der Kirchspielsgemeinden (dän.: Sogn)
- Alling Sogn in der Harde Gjern Herred,
- Dover Sogn (Hjelmslev Herred),
- Gammel Rye Sogn (Tyrsting Herred) und
- Tulstrup Sogn (Gjern Herred)[3]

Alling Sogn und Tulstrup Sohn bildeten vorher schon eine gemeinsame Alling-Tulstrup Kommune.
1968 wurde Ry Sogn vom Dover Sogn abgespalten.
Im Zuge der dänischen Verwaltungsreform von 1970 kam noch Låsby Sogn (Gjern Herred) hinzu.
Damit umfasste die Ry Kommune nach der Verwaltungsreform folgende Sogne:
- Alling Sogn
- Dover Sogn
- Gammel Rye Sogn
- Låsby Sogn
- Ry Sogn
- Tulstrup Sogn